# 三木與吉郎
13代 三木 與吉郎（みき よきちろう、1902年（明治35年）12月21日 - 1981年（昭和56年）5月27日）は、日本の実業家、政治家。参議院議員（3期）、衆議院議員（1期）。三木産業、阿波製紙、徳島バス各社長。初名・真治（しんじ）。

## 経歴
徳島県板野郡松茂村（現・松茂町）出身。12代与吉郎の長男として生まれる。1926年（大正15年）慶應義塾高等部を卒業し、三十四銀行に入行。1927年（昭和2年）三木商店専務に就任し業績の回復に尽力。1938年（昭和13年）家督を継いで13代三木與吉郎を襲名。1939年（昭和14年）三木商店を改組して、三木産業社長に就任。
その後、松茂村会議員に就く。1942年（昭和17年）の総選挙（いわゆる翼賛選挙）で翼賛政治体制協議会の推薦を受け代議士に当選する。全国農業会理事を兼職。戦後、公職追放となり、追放解除後の1953年（昭和28年）に徳島県地方区から参議院議員に当選。逓信、運輸、内閣、外務の各委員長を歴任した他、自由民主党徳島県連会長や同党両院議員総会副会長などを務めた。1971年（昭和46年）に引退。
引退後は、三木産業代表取締役会長や、阿波製紙代表取締役会長、学校法人徳島文化服装学院理事を歴任。1981年に死去。

## 人物
趣味は打球、ゴルフ。住所は徳島県板野郡松茂町中来喜中須。

## 受賞歴
- 勲一等瑞宝章

## 家族・親族
三木家
- 祖父・11代与吉郎（1836年 - 1908年、貴族院多額納税者議員）
- 父・12代与吉郎（1875年 - 1938年）
- 長男・14代与吉郎（良治、1928年 - 2015年、三木産業社長）
- 二男・俊治（1932年 - 2009年、阿波製紙社長・徳島市長[9]）

## 著書
- 『阿波藍の栽培及製法』三木産業 1960
- 『阿波藍譜』三木産業 1960-1974
- 『三木文庫』三木産業 1961初版/1966訂正増補版
- 『三木家俳句集（第1巻～第3巻）』三木産業 1966